# Рогальский, Михаил Львович
Михаил Львович Рога́льский (род. 10 декабря 1966, Москва) — российский предприниматель, программист, создатель, руководитель. До 2014 года владелец крупнейшего и старейшего сайта об автомобилях в русскоязычном сегменте Интернета — Auto.ru. Один из «пионеров» Рунета.

## Биография
Родился 10 декабря 1966 года в Москве в семье инженеров. Из-за неудачной попытки в 1983 году при поступлении на ВМК в МГУ, Михаил поступает в Московский институт нефтехимической и газовой промышленности им. И. М. Губкина (МИНХиГП; ныне — Российский государственный университет нефти и газа (национальный исследовательский университет) им. И. М. Губкина) на специальность «электроника и информационно-измерительная техника». Окончил институт в 1987 году, после чего пробовал себя в кооперативном движении, работал в различных организациях и предприятиях, в том числе риелтором в «Альфа-Групп», писал компьютерные программы.
В 1995-1996 годах Михаил написал первую базу по московской недвижимости. В середине 1996 года, узнав о распределении доменных имен, Михаил зарегистрировал домены Realty.ru и Auto.ru. Затем работал на одного из первых российских провайдеров RelCom, но после кризиса 1998 года решил сосредоточиться на развитии Auto.ru.

## Владелец и руководитель Auto.ru
На Auto.ru Рогальский сделал каталог моделей, собрав в одном месте их фотографии, технические характеристики и описания. Через некоторое время на сайте появились форумы для общения автолюбителей, а затем и доска объявлений о продаже подержанных машин. Первые несколько лет Михаил работал над проектом в одиночку, затем к нему присоединилась супруга Ольга. В 1997 году он зарегистрировал ООО «Авто.ру», но первая команда из наёмных сотрудников сложилась только в мае 2000 года. Впрочем, ещё в 1999 году Михаил Рогальский и его проект стали лауреатом интернет-премии компании Intel, а также взяли приз «Сайт общения» и «Веб выбирает вас».
В скором времени Auto.ru стал собирать на своей площадке автолюбителей со всей страны: одни размещали объявления о продаже, другие, наоборот, искали себе новый автомобиль, при этом многие просто общались на местном форуме.
В конце 2005 года Рогальский вышел из проекта Realty.ru и поделился акциями Auto.ru со своей супругой Ольгой, перерегистрировав на неё домен. Эксперты усмотрели в этом подготовку к сделке, а в СМИ появилась информация, что Рогальский ищет покупателя на свой проект, причем сумма продажи могла составить $8-10 миллионов. Однако тогда сделка так и не состоялась (аналитики считали, что стороны не сошлись в цене), и Рогальский остался у руля компании ещё на 7 лет.
В начале 2012 года посещаемость проекта Михаила Рогальского перешагнула за отметку в один миллион человек в сутки.
C июня 2013 года у Auto.ru сменилось руководство: новым гендиректором компании стала её сотрудница Екатерина Шарпан, а Рогальский, отойдя от операционного управления, занялся развитием продуктового направления.
Как отмечали аналитики, Рогальскому удалось выстроить «очень доходную модель» — зарабатывать с Auto.ru как на обычной баннерной рекламе, так и на собственных услугах, связанных с продвижением объявлений. При этом баннерная реклама приносила Auto.ru 60 % доходов, остальное сайт зарабатывал на внутренних сервисах. По данным «СПАРК-Интерфакс», в 2013 году компания Рогальского получила 397 млн руб. выручки и 140 млн руб. чистой прибыли.
Михаил является превосходым руководителем, о чём свидетельствует ежегодный рост сайта в среднем на 20 %, а также пиковый штат сотрудников в 120 человек.

## Сделка с Яндексом
В 2014 году Михаил Рогальский и его супруга Ольга продали Auto.ru компании Яндекс приблизительно за $175 млн. Эта покупка стала самой дорогой для Яндекса за всю его историю.
По словам участников рынка, Рогальский давно вёл переговоры о продаже Auto.ru: обсуждалась цена около $300 млн, в результате переговоров она снизилась почти вдвое, но все равно «осталась отличной» и «запредельно высокой». По их мнению, за почти 20 лет работы Михаил «устал от постоянного поиска инвесторов и рекламодателей». В свою очередь, генеральный директор «Банки.ру» Филипп Ильин-Адаев отметил, что «продажа Яндексу за такую высокую сумму оказалась крайне удачным выходом для Рогальского».
По условиям договора с Яндексом, Михаил Рогальский в течение трёх лет не должен заниматься схожими проектами, ориентированными на интернет-аудиторию России и ряда других стран.

## Жизнь после продажи Auto.ru
Рогальский ещё на момент обсуждения продажи Auto.ru задумывался переехать из России в другую страну. В интервью у различных экспертов он не раз упоминал свою любовь не только к автомобилям, но и к путешествиям по другим странам. Продажа бизнеса открыла для него возможность переехать в другую страну. Первой страной для переезда была Латвия, после Михаил с семьей переехал в Великобританию. После переезда Михаил «ушел из публичной деятельности» и предпочитает больше времени проводить с семьей.

### Латвия
После сделки с Яндексом, Американская Комиссия по ценным бумагам и биржам (SEC) опубликовала документ, в котором было указан новое место проживания семьи Рогальского — Латвия.

### Великобритания
Семья Рогальского переехала в 2016 году в Лондон после некоторого проживания в Латвии. В качестве основных факторов выбора страны Михаил выделяет язык, схожесть жизни с Московской и желание дать хорошее образование детям.

## Хобби
Среди основных хобби Рогальского можно выделить путешествия и посещение различных ресторанов. По словам Михаила, он побывал в нескольких десятках стран и многие из них он объездил на машине.

## Интересные факты
- Михаил учился в МИНХиГП 1983—1987 года. В те же года на курсе прикладной математики учился Аркадий Волож (один из создателей Яндекса)
- Первую иномарку Михаил купил в 1998-99 году Volkswagen Corrado G60.[17]
- Михаил предпочитает передвигаться на японских автомобилях, в особенности на автомобилях компании Lexus .[18] Был одним из первых членов клуба Лексус Россия.[19] Переехав в Англию, Михаил остался лоялен бренду, имея в собственном владении Lexus NX300h[20]
- В 1993 году Михаил работает «несколько месяцев в Швеции. Адаптации системы учёта штрихкодов».[6]
- В 2000 году за 2 недели написал полную базу по продаже автомобилей. Данная база данных была переписана/усовершенствована лишь в 2006 году.